# Thermo-Hygrometer

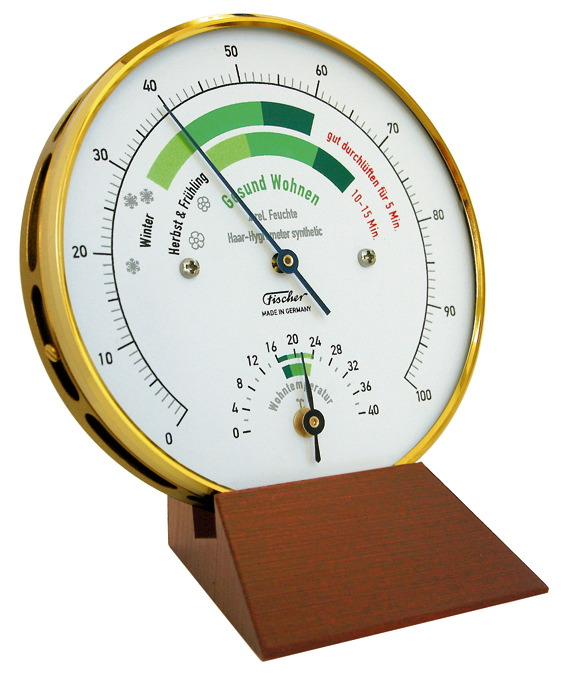
Thermo-Hygrometer mit Lüftungsempfehlung

Das Thermo-Hygrometer ist ein Messinstrument zur gleichzeitigen Bestimmung von Temperatur und Luftfeuchtigkeit. Diese speziellen Kombimessinstrumente werden hauptsächlich in Aufenthaltsräumen verwendet und geben Hinweise auf das Raumklima. Anzustreben ist eine relative Luftfeuchtigkeit von 50 %, ab 80 % Luftfeuchtigkeit kann sich Schimmel bilden.
Passend zu ihrem Einsatzort sind solche Geräte oft auch als Wohnaccessoires aufwendig gestaltet.
Auf der Hygrometerskala ist oft der günstigste Bereich (45 bis 60 %) der Luftfeuchtigkeit markiert, was vor allem für die Heizperiode nützlich ist. Für Messgenauigkeiten besser als 10 % müsste das Gerät allerdings geeicht werden, während bei der Lufttemperatur die Fehler i. d. R. unter 2° bleiben.
Thermo-Hygrometer werden auch zu Messung in Sondermagazinen von Bibliotheken verwendet.